# آندلسباخ
آندلسباخ (به آلمانی: Andelsbach) یک رود در آلمان است که در بادن-وورتمبرگ واقع شده‌است.